# Eyalet di Baghdad
L'eyalet di Baghdad (in turco: Eyalet-i Bağdat), fu un eyalet dell'Impero ottomano nella regione dell'attuale città di Baghdad.

## Storia
Ismail I prese la regione di Baghdad da Aq Qoyunlu nel 1508. Dopo la caduta dei Safavidi, musulmani sunniti, ebrei e cristiani divennero oggetto di persecuzioni e vennero uccisi come infedeli dal governo ottomano. Inoltre, lo scià Ismail ordinò la distruzione della tomba di Abu Hanifa, fondatore della scuola di Hanafi che gli ottomani avevano adottato quale loro guida legale ufficiale.
Nel 1534, Baghdad venne presa dalle armate dell'Impero ottomano, e vi venne fondato l'eyalet omonimo nel 1535. Sotto gli ottomani, Baghdad entrò in un periodo di declino in parte per l'inimizia tra i regnanti della dinastia Safavide ad est che non accettavano il controllo sunnita sulla città. Tra il 1623 ed il 1638, la città cadde nuovamente in mano persiana e fu necessario riprendere la città nel 1638 per riportarla sotto il controllo degli ottomani.
Per lungo tempo, Baghdad era stata la città più grande del Medioriente. La città durante il XVII secolo ottenne importanti successi letterari ed ottenne larghe autonomie. Il governo diretto ottomano venne reimposto nel 1831 per mano di Ali Ridha Pasha. Dal 1851 al 1852 e dal 1861 al 1867 Baghdad venne governata dall'emiro ottomano Mehmed Namık Pasha.

## Geografia antropica

### Suddivisioni amministrative
I sanjak dell'Eyalet di Baghdad nel XVII secolo erano:
| Sette dei diciotto sanjak di questo eyalet vennero divisi in ziamet e Timar: 1. sanjak di Hilla 2. Sanjak di Zeng abad 3. sanjak di Javazar 4. sanjak di Rumahia 5. sanjak di Jangula 6. sanjak di Kara tagh 7. [il nome del settimo sanjak è andato perduto] | Altri undici sanjak non avevano ziamet o timar ed erano interamente nelle mani dei loro possessori: 1. sanjak di Terteng 2. sanjak di Samwat 3. sanjak di Biat 4. sanjak di Derneh 5. sanjak di Deh-balad 6. sanjak di Evset 7. sanjak di Kerneh-deh 8. sanjak di Demir-kapu 9. sanjak di Karanieh 10. sanjak di Kilan 11. sanjak di Al-sah |